# Георги Догарадин
Георги М. Догарадин или Догарадинов е български просветен деец и предприемач от Македония.

## Биография
Георги Догарадин е роден в Банско, тогава в Османската империя. Завършва Военномедицинското училище в Цариград през 1873 година, след което е български учител в цариградския квартал Айнал чешме между 1874 и 1876 година. След освобождението на България се премества в София, където управлява търговската кантора на Евлогий Георгиев.